# Танака Шосуке
Shōsuke Танака (田中 勝助, такође 田中 勝介) је важан јапанских техничар и трговац метала из Кјота са почетка 17. века.
Према подацима јапанске архиве (駿府記) он је био представник великог трговца из Осаке - Гото Шосабуроа (後藤 少三郎). Он је први забележен Јапанац који је био у Америци 1610. године (мада су неки Јапаци, као што су Кристофер и козма, пловили преко Тихог океана на шпански галија већ у 1587). По повратку у Јапан у 1611, он је поново отишао у Северну Америку 1613. године са амбасадом Hasekura Tsunenaga. Укупно је двапут путовао из Јапана у Америку и назад, чиме је помогао да се успоставе трговински и дипломатски односи између Јапана и шпанске Империје.
Пре путовања Танаке Шосукеа, Јапан је имао мало додира са Шпанцима, и уместо тога се ослањао на Португалце, Кинезе и, у много мањој мери, Холанђане и Енглезе у погледу спољне трговине током првог дела „Нанбан трговачког периода”.
Шогун Токугава Ијесацу тежио да развије трговину са страним државама, а посебно је прижељкивао прилику да развије трговину са Шпанском империјом. Он је већ питао Вилијама Адамса да размене предлоге о трговини деоницама са Филипинцима у 1608. године, али без много успеха. Прилика се коначно указала када је бивши привремени гувернер Филипина Родриго де Виверо и Аберусија претрпео бродолом на обали Јапана у 1609. године. Родриго де Виверо и Аберуција је остао у Јапану 9 месеци, и искористио прилику да испреговара први уговор размене између Јапана и Нове Шпаније, што укључује понуде вантериторијалне привилегије за шпанска бродоградилишта и војно-поморске базе у Источном Јапану у замену за транстихоокеанску трговину и Мексичку технологију за ископавање сребра.